# ایستگاه راه‌آهن مرکزی دورتموند
ایستگاه راه‌آهن دورتموند (انگلیسی: Dortmund Hauptbahnhof) ایستگاه راه‌آهن اصلی شهر دورتموند، آلمان است.
این ایستگاه که در سال ۱۸۴۷ تأسیس شده به راه‌آهن سراسری آلمان و قطار شهری راین-رور متصل است.

## نگارخانه

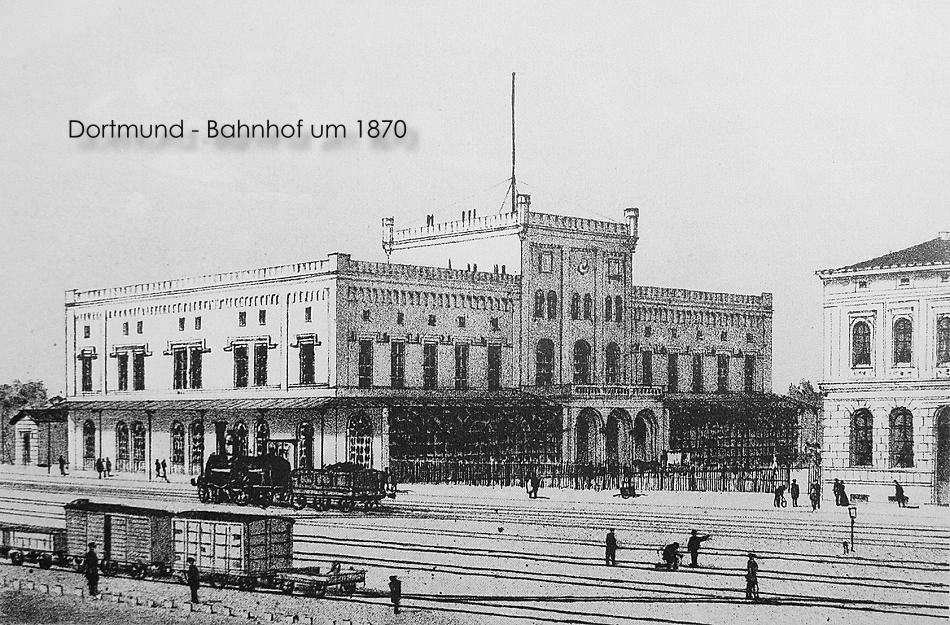
ساختمان اولیه ایستگاه
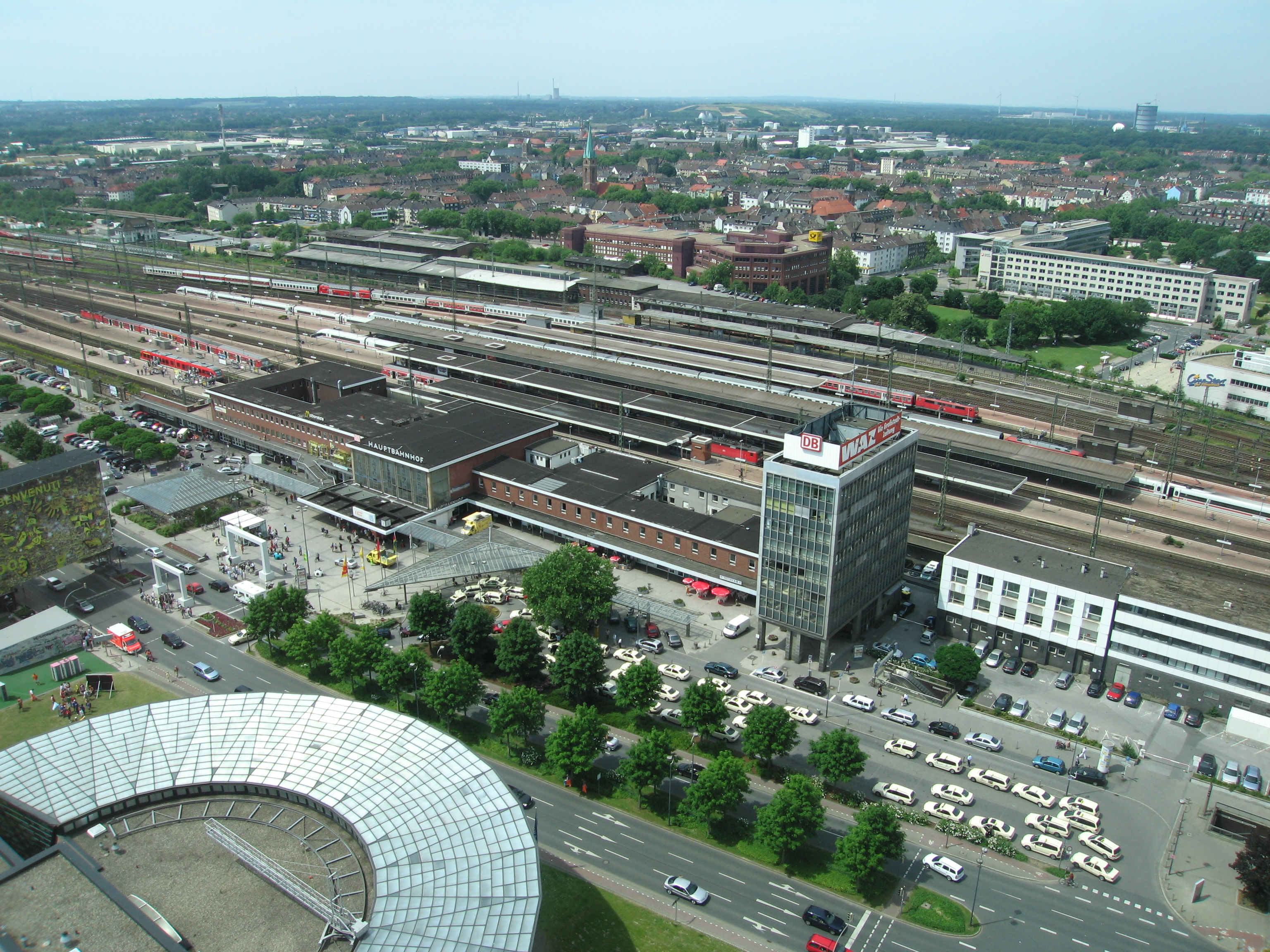
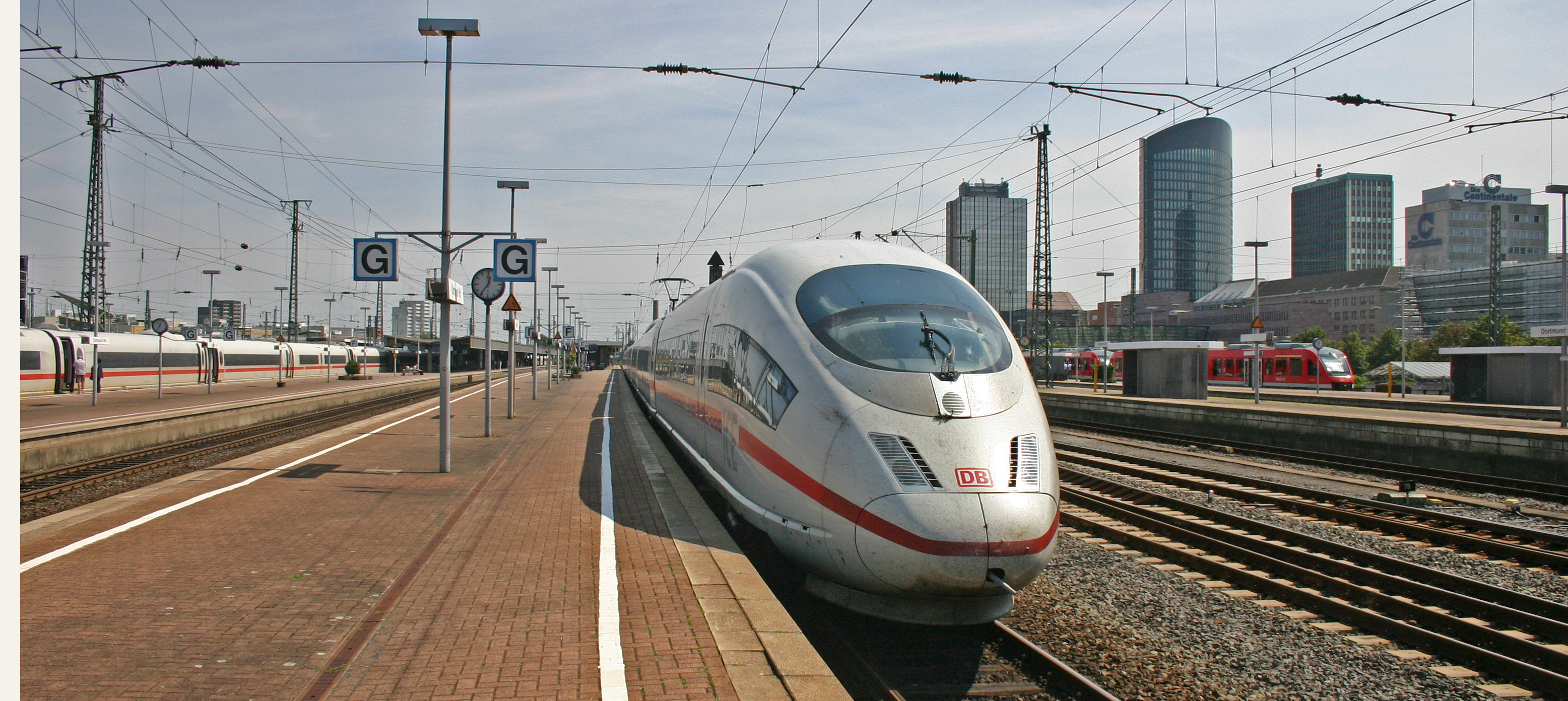
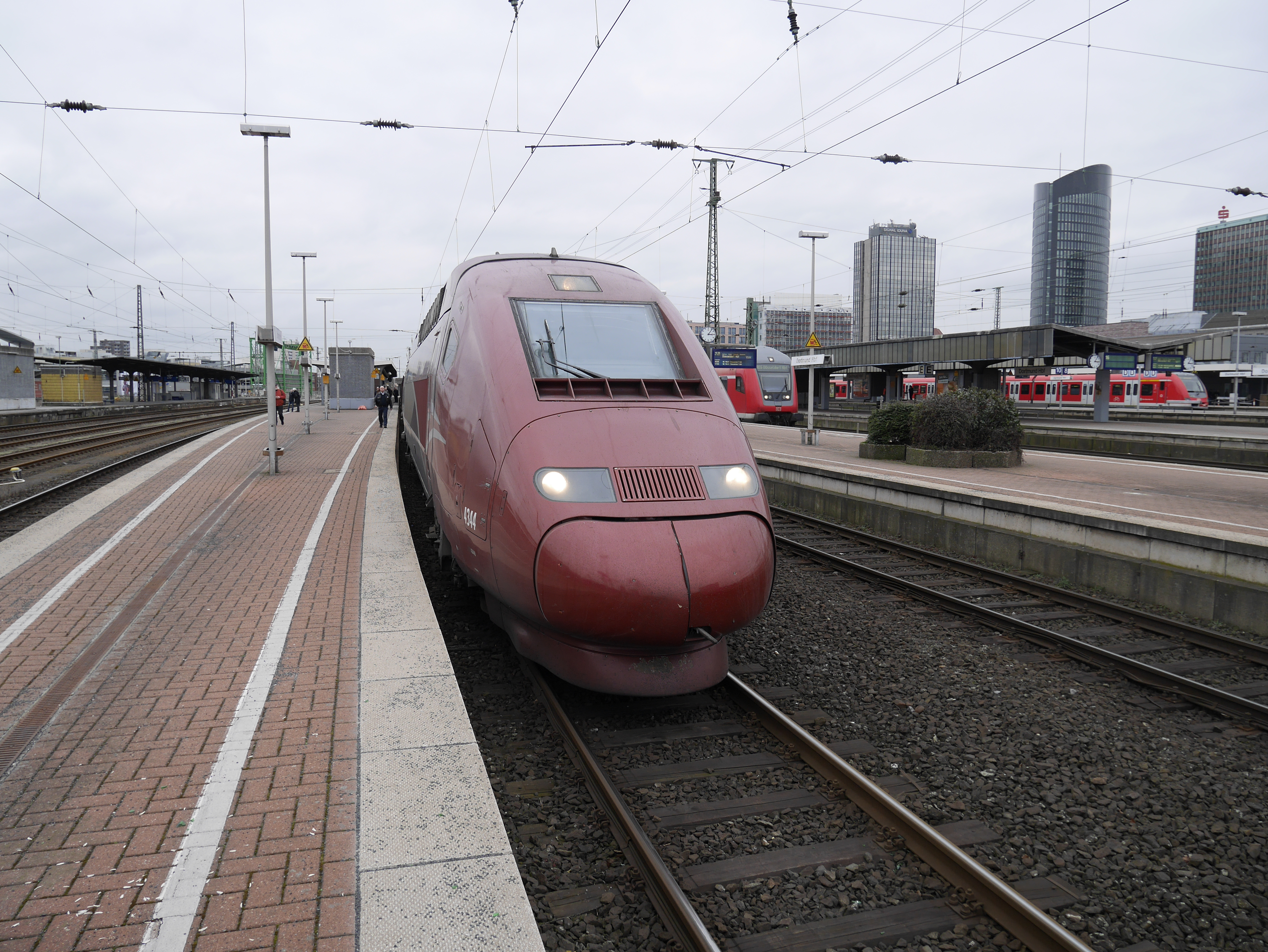